# ロメフロキサシン
ロメフロキサシン (Lomefloxacin, LFLX) は、アボットジャパンが創製したニューキノロン系抗菌薬の一つ。塩酸塩として用いられる。
日本においては処方箋医薬品として販売されており、経口剤は1990年に発売開始され、「バレオンカプセル100mg、同錠200mg」（アボットジャパン）、「ロメバクトカプセル」（塩野義製薬）がある。
近年点眼剤や点耳薬としても開発され、「ロメフロン点眼液、同耳科用液」（千寿製薬）等がある。またイヌ用の点眼剤（ロメワン）としても販売されている。